# مجموعه تاریخی جانسون هال
مجموعهٔ تاریخی جانسون هال خانه ویلیام جانسون، بارونت اول در جانزتاون، نیویورک، آمریکا است که در سال ۱۷۶۳ میلادی ساخته شده‌است.

## نگارخانه

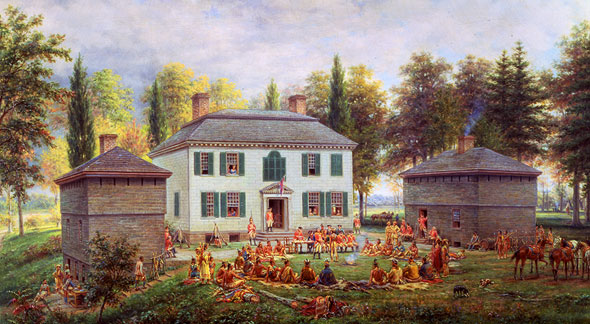
نقاشی از جانسون هال در اوایل قرن بیستم از یک رویداد قدیمی
۱۹۰۳
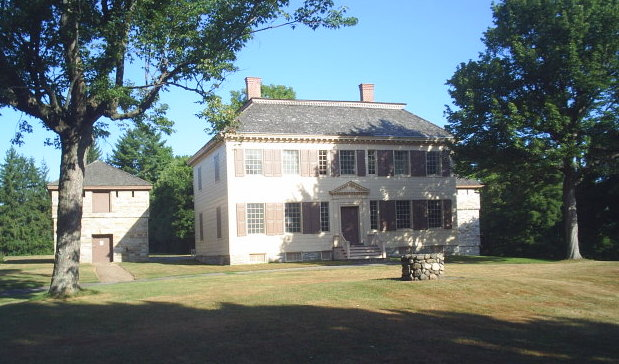